# Martinikerk (Bolsward)

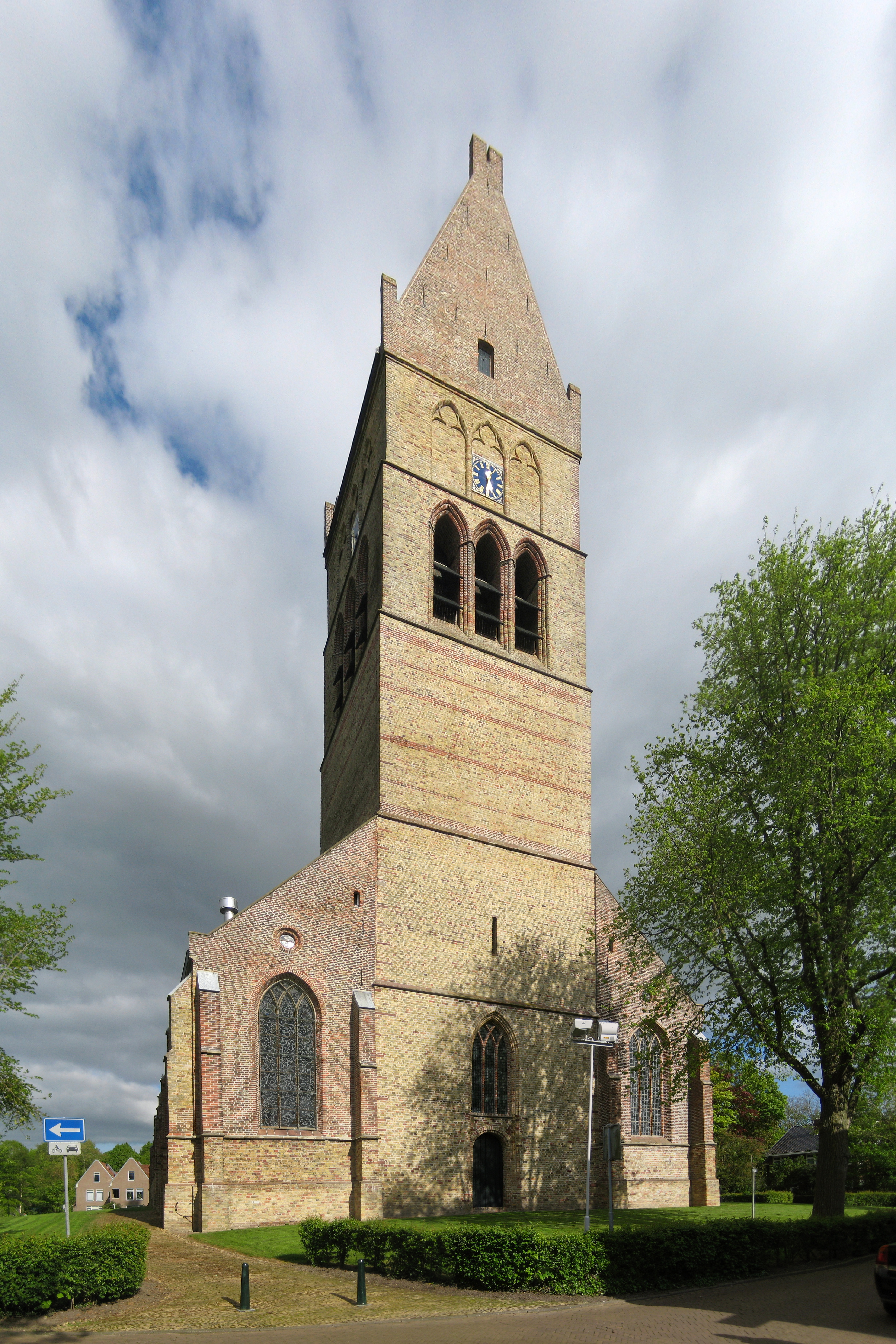
Martinikerk (Bolsward)

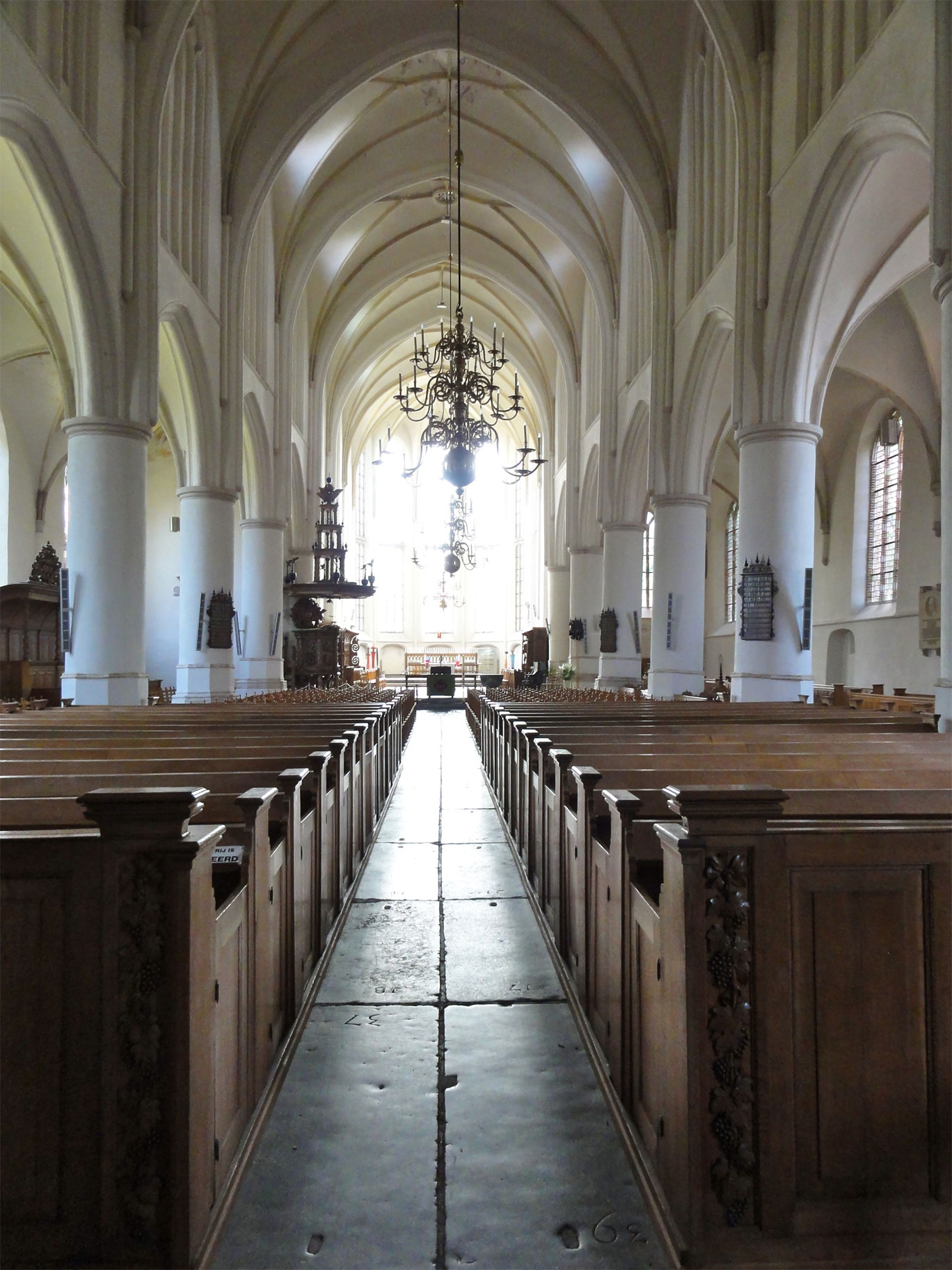
Innenansicht

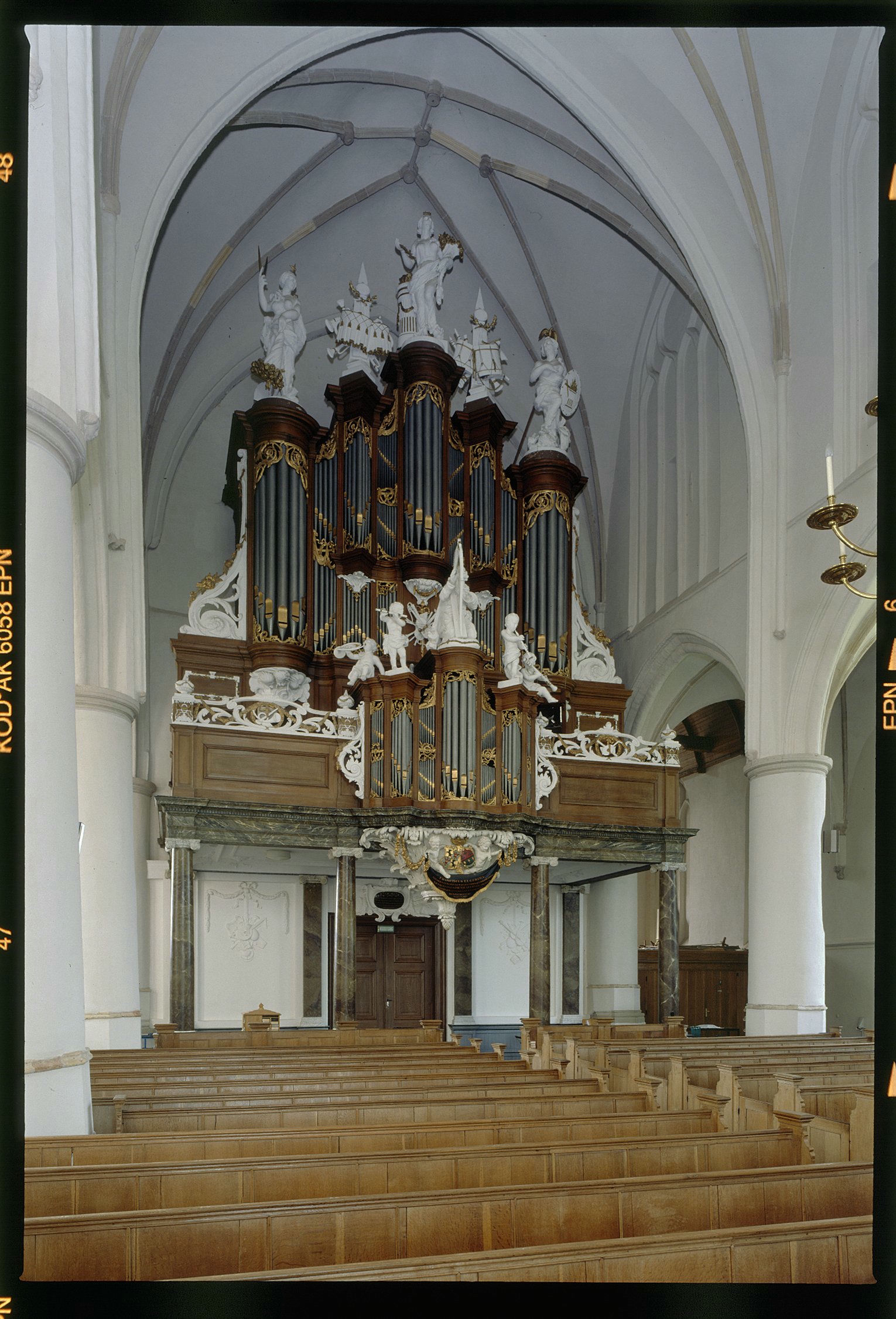
Orgel

Die Kirche St. Martini (niederländisch Martinikerk) ist ein gotisches Kirchengebäude, das einer reformierten Gemeinde innerhalb der Protestantischen Kirche in den Niederlanden in Bolsward in der Provinz Friesland gehört. Das Kirchengebäude ist als Rijksmonument eingestuft.

## Geschichte und Architektur
Die ursprünglich römisch-katholische Martinikirche von Bolsward war im Mittelalter eine Dekanatskirche im Gebiet Westergo. Im 15. Jahrhundert, von 1446 bis 1466, wurde die Kirche erneuert und erweitert. Etwas früher, im 15. Jahrhundert, wurde der Turm bereits gebaut. Im Jahr 1459 wurde die Kirche vom damaligen Bischof von Utrecht, David von Burgund, geweiht. Die Kirche wird als Pseudobasilika betrachtet, weil die Obergadenfenster nur rudimentär vorhanden sind.
In der Kirche sind im nördlichen Seitenschiff Malereien aus der zweiten Hälfte des 15. Jahrhunderts erhalten. Dabei handelt es sich um verschiedene biblische Darstellungen, darunter die Geburt Christi (siehe Bild). In der Kirche befindet sich ein Chorgestühl, das zum Teil aus der Bolswarder Broerekerk und zum Teil aus der Martinikirche selbst stammt. Die Kirchenbänke sind mit gotischen Schnitzereien (siehe Bild) des Bildhauers Rommert verziert. Besonders erwähnenswert ist ein Bild des Teufels an der Seite eines der Chorgestühle, dem eine Volkssage beigefügt ist.

## Ausstattung
Die Kanzel weist ebenfalls zahlreiche Schnitzereien auf; die vier Tafeln stellen die vier Jahreszeiten dar. Die Kanzel aus dem Jahr 1662 wird gleichsam von zwei Adlern und einem Engel getragen. Das Taufbecken gehörte ursprünglich nicht zur Martinikirche, sondern kam aus dem Ort Kuinre. Die Vroedschapsbank stammt aus dem Jahr 1722. Unter den Grabsteinen sind der Porträtgrabstein für Godschalk van Heerma und seine zweite Frau Sits van Cammingh aus dem Jahr 1620 von Hans Schuuneman und die Renaissance-Grabsteine von Benedictis Gerbrandtsz hervorzuheben. Einige Grabsteine stammen aus der Eilandskerk in Amsterdam, die 1950 abgerissen wurde. Zwei Gedenksteine von Louis Boermeester erinnern die Kirchenbesucher an den Zweiten Weltkrieg. Ein gotischer Schrank befindet sich in der Sakristei.
Die Orgel mit 3186 Pfeifen wurde von dem Orgelbauer Albertus Antonius Hinsz gebaut. Sie wurde 1776 von Bürgermeister Nicolaas Elgersma in Auftrag gegeben. Die 1781 eingeweihte, ursprünglich zweimanualige Orgel wurde mehrfach vergrößert. Sie erhielt 1860 ein Bovenwerk von L Dam aus Zonen. Sie wurde 2016 durch die Firma Flentrop Orgelbouw restauriert und hat heute 42 Register auf drei Manualen und Pedal.
Der Turm enthält ein Geläut von vier Glocken, darunter eine von G. Zael, 1533, Durchmesser 147 cm und drei moderne Glocken, eine von A. van Bergen, Heiligerlee, 1937, Durchmesser 169,3 cm und eine von A.H. van Bergen, Heiligerlee, 1964, Durchmesser 129,3 cm.

## Abbildungen

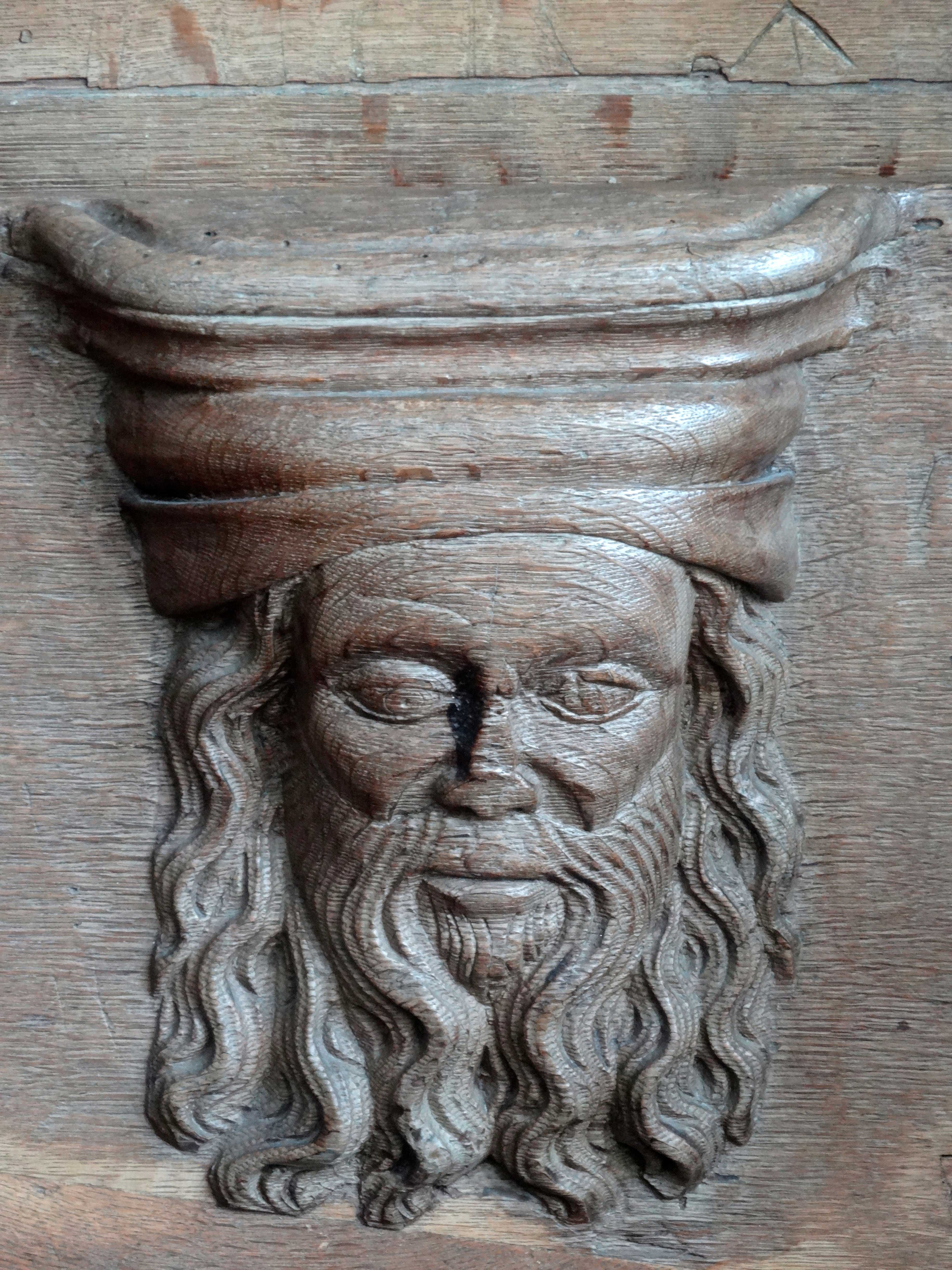
Chorgestühl
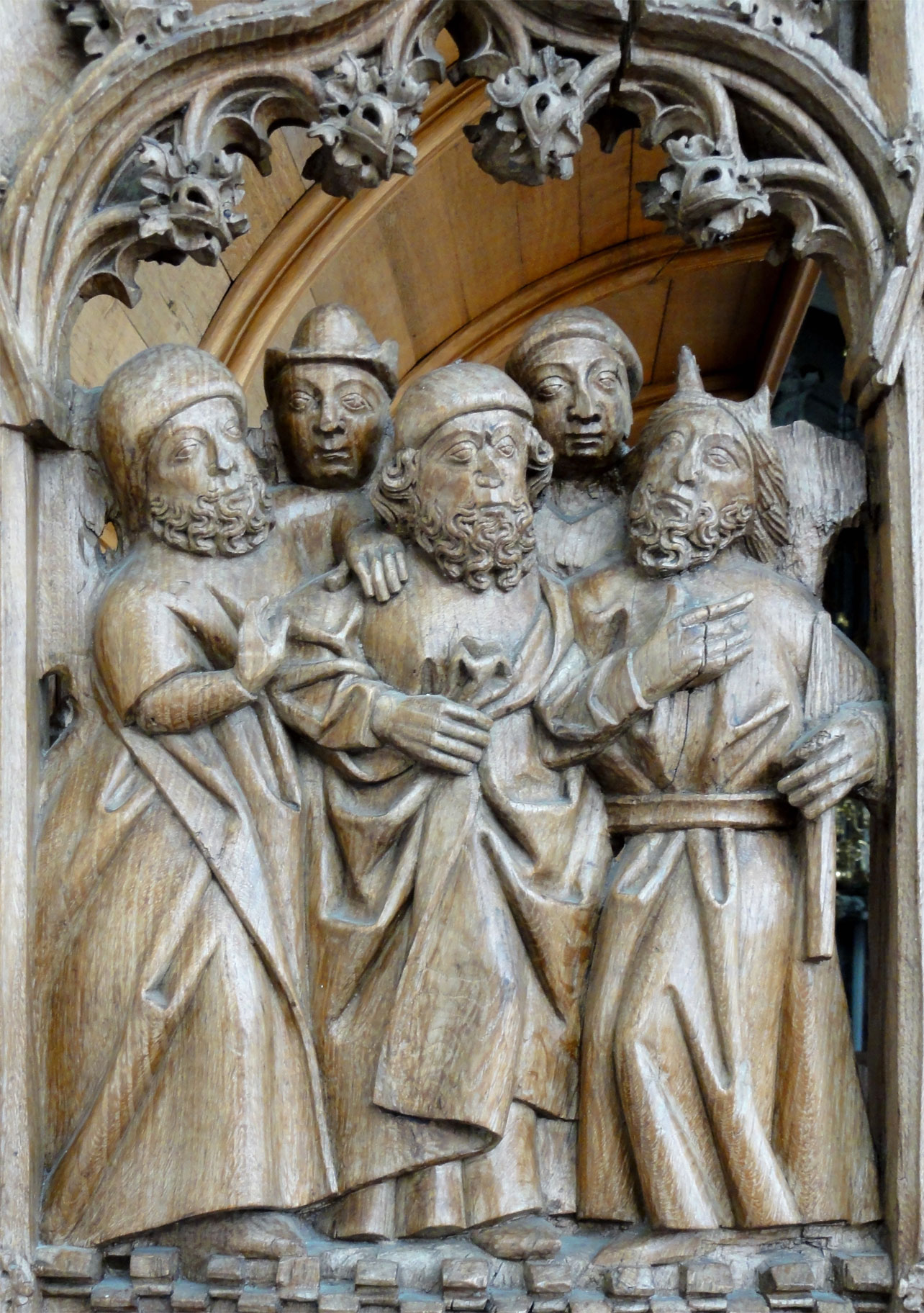
Schnitzerei am Gestühl (Moses schlägt Wasser aus dem Felsen) (2010)
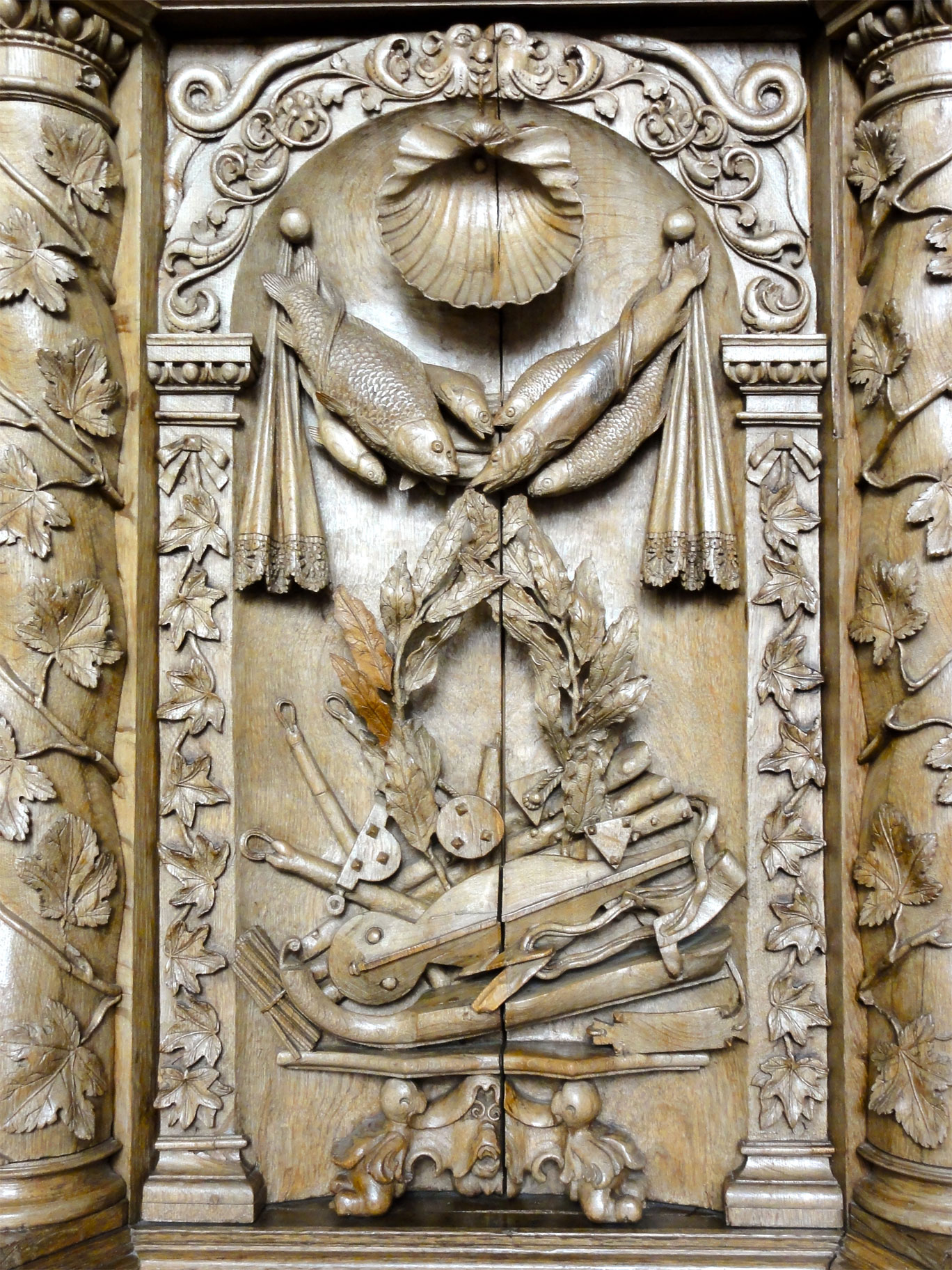
Detail der Kanzel (2010)
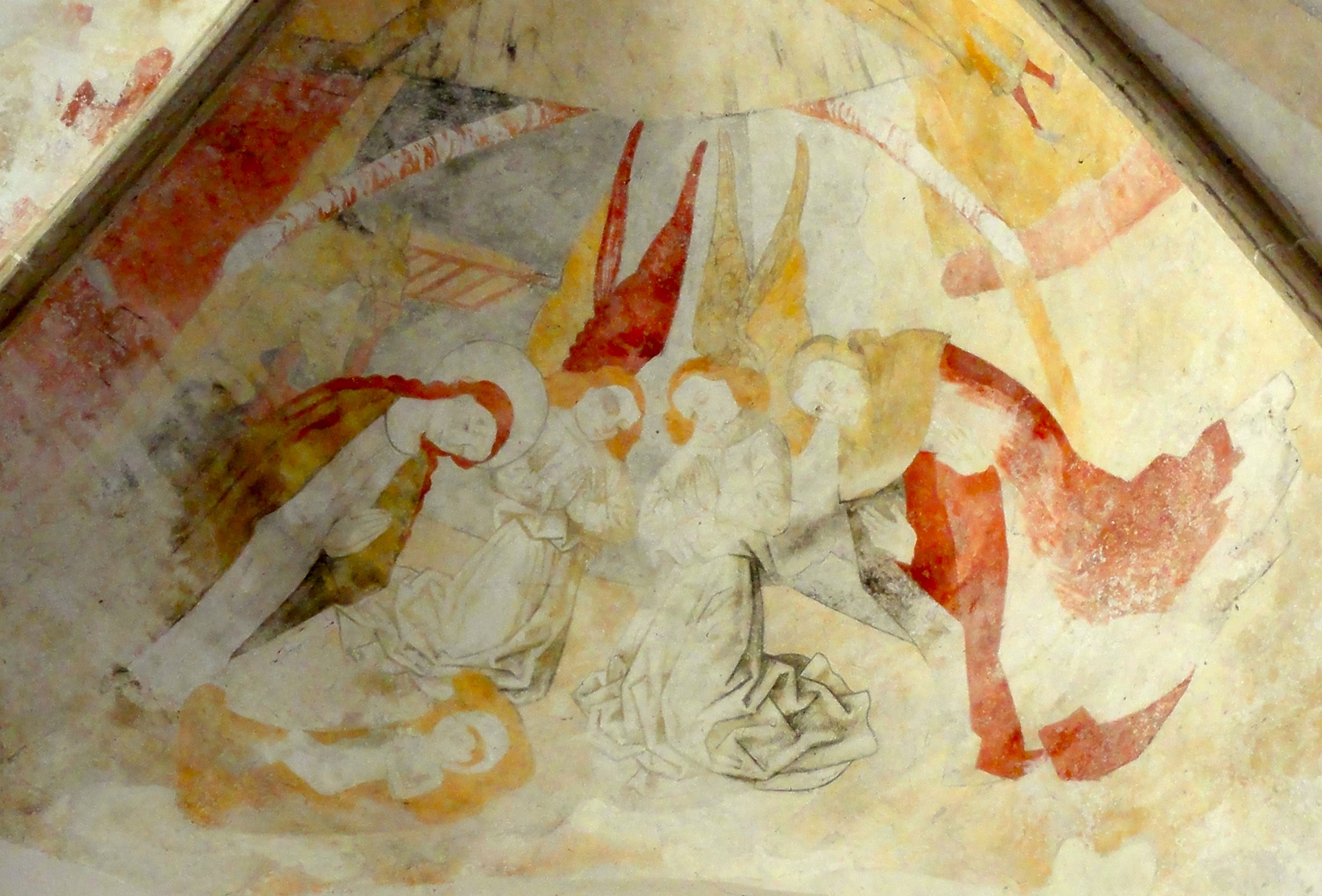
Gemälde mit der Darstellung der Geburt Christi (2010)